# 2990 Trimberger
2990 Trimberger је астероид главног астероидног појаса са средњом удаљеношћу од Сунца која износи 2,440 астрономских јединица (АЈ).
Апсолутна магнитуда астероида је 13,4.